# Stephany Stefanowitz
Stephany Dianne Damondamon Stefanowitz (sinh ngày 3 tháng 10 năm 1989) là một người mẫu, nhà thiết kế, MC, ca sĩ và nữ hoàng sắc đẹp. Cô mang trong mình hai dòng máu Đức và Philippines.

## Cuộc sống cá nhân
Stefanowitz học tại De La Salle Santiago Zobel và De La Salle – College of Saint Benilde, nơi cô theo học ngành Thiết kế Thời trang và Buôn bán (AB-FDM) và tốt nghiệp năm 2011. Stefanowitz cũng nhận được Giải thưởng Lòng trung thành De La Salle. Mẹ cô đến từ thành phố Butuan và cha cô đến từ Hamburg, Đức.

## Các cuộc thi sắc đẹp
Cuộc thi đầu tiên cô tham gia là Hoa hậu Trái Đất Philippines 2010, cô đoạt danh hiệu Á hậu. Người đại diện cho Philippines tại Hoa hậu Trái Đất 2010 là cô Kris Psyche Resus. Sau đó 2 năm, cô trở lại cuộc thi này và đoạt vương miện, giành quyền đại diện Philippines tham gia cuộc thi Hoa hậu Trái Đất 2012.
Trong khuôn khổ cuộc thi Hoa hậu Trái Đất 2012, cô giành chiến thắng trong phần thi Press Presentation, đứng thứ hai phần thi áo tắm, thứ ba phần thi trang phục dạ hội và phần thi M.E. Trivia Challenge. Cuối buổi đêm chung kết, cô được xướng tên ở vị trí Hoa hậu Không khí (tức Á hậu 1). Người chiến thắng năm đó là cô Tereza Fajksová đến từ Cộng hòa Séc.
Sau đó, cô tiếp tục tham gia cuộc thi "Hoa hậu Philippines 2017" và dừng chân ở Top 55 thí sinh bán kết.